# Hans-Günther Dotzauer
Hans-Günther Dotzauer, auch Hans-Günther Müller-Dotzauer (* 1953 in Bonn als Hans-Günther Müller) ist ein deutscher Opern-, Operetten- und Musicalsänger (Tenor).

## Leben
Vor seiner musikalischen Laufbahn hatte Hans-Günther Dotzauer eine Ausbildung zum Koch und Konditor absolviert, seine Eltern führten ein Restaurant. 
Seine Gesangsausbildung erhielt er an der Hochschule der Künste Berlin, gefolgt von Meisterkursen bei Dietrich Fischer-Dieskau und Elisabeth Schwarzkopf. Noch während seiner Studienzeit sang er an der Deutschen Oper Berlin und am Theater des Westens. Gastverträge führten ihn u. a. an die Opernbühnen von Augsburg, Triest, Bologna, Stuttgart, Wiesbaden und an das Staatstheater am Gärtnerplatz.
Ab 1985 war Hans-Günther Dotzauer festes Ensemblemitglied am Theater Ulm. Dort verkörperte er zunächst die großen Partien des Tenor-Buffo-Fachs, wie beispielsweise den Pedrillo in Die Entführung aus dem Serail. Inzwischen hat er in unzähligen Opern-, Operetten- und Musicalvorstellungen (in größeren und kleineren Rollen) in der Stadt an der Donau mitgewirkt. Zum Rollenrepertoire des zum Kammersänger ernannten Künstlers gehören die Titelrollen in Idomeneo, Hoffmanns Erzählungen, Der Zwerg und Peter Grimes, Arnalta in L’incoronazione di Poppea, Herodes in Salome, Abdallo in Nabucco, Graf Danilo in Die lustige Witwe, Macduff in Macbeth, Herodes in Jesus Christ Superstar, Spoletta in Tosca, Stanislaus in Der Vogelhändler, Albazar in Il turco in Italia, Gabriel von Einstein in Die Fledermaus, Cecco in Il mondo della luna und Hermann in Pique Dame.
Hans-Günther Dotzauer ist neben seiner Bühnenpräsenz als Lied-, Oratorien- und Konzertsänger tätig. 2001 wurde ihm der Ehrentitel Baden-Württembergischer Kammersänger verliehen.
2018 ging der Künstler nach 32 Spielzeiten am Theater Ulm in den Ruhestand.